# Калининский (Усть-Лабинский район)
Калининский — хутор в Усть-Лабинском районе Краснодарского края России. Входит в состав Братского сельского поселения.

## География
Хутор расположен на берегу реки Средний Зеленчук (левый приток Кубани), в 9 км к юго-востоку от центра сельского поселения — хутора Братского.

### Улицы
- пер. Тихий,
- ул. Весёлая,
- ул. Кавказская,
- ул. Кооперативная,
- ул. Кубанская,
- ул. Озерная,
- ул. Северная,
- ул. Торговая,
- ул. Школьная,
- ул. Южная[4].

## Население
| 2002 | 2010 |
| ---- | ---- |
| 699  | ↘621 |